# ISD (wielerploeg)/2009
Samenstelling van de ISD-Danieli-wielerploeg in 2009:

## Algemeen
Sponsor: ISD,
Algemeen manager: Igor Poberyy
Ploegleiders: Kateryna Bezsudnaya, Mykola Myrza
Fietsmerk: Specialized

## Renners
| Naam               | Geboortedatum | Nationaliteit | Ploeg 2008                     | Titel |
| ------------------ | ------------- | ------------- | ------------------------------ | ----- |
| Igor Abakoumov     | 30-05-1981    | België        | Mitsubishi - Jartazi - Protech |       |
| Maxim Belkov       | 03-07-1970    | Oekraïne      | Neo                            |       |
| Eros Capecchi      | 13-06-1986    | Italië        | Scott-American Beef            |       |
| Dario Cioni        | 02-12-1974    | Italië        | Silence-Lotto                  |       |
| Volodymyr Djoedja  | 06-01-1983    | Oekraïne      | Team Milram                    |       |
| Dmytro Hrabovsky   | 30-09-1985    | Oekraïne      | Quick·Step                     |       |
| Serhij Hontsjar    | 03-07-1970    | Oekraïne      | Preti Mangimi                  |       |
| Denys Kostyuk      | 13-03-1982    | Oekraïne      | ISD - Sport - Donetsk          |       |
| Matej Jurčo        | 18-08-1984    | Slowakije     | Team Milram                    |       |
| Andrij Grivko      | 07-08-1983    | Oekraïne      | Team Milram                    |       |
| Yuri Metlushenko   | 04-01-1976    | Oekraïne      | Amore & Vita-McDonald's        |       |
| Roeslan Pidhorny   | 25-07-1977    | Oekraïne      | LPR Brakes                     |       |
| Alessandro Proni   | 28-12-1982    | Italië        | Quick·Step                     |       |
| Leonardo Scarselli | 29-04-1975    | Italië        | Quick·Step                     |       |
| Emmanuele Vona     | 19-03-1983    | Italië        | Neo                            |       |
| Giovanni Visconti  | 13-01-1983    | Italië        | Quick·Step                     |       |
| Oscar Gatto        | 01-01-1985    | Italië        | Gerolsteiner                   |       |

2007 · 2008 · 2009 · 2010 · 2011 · 2012 · 2013 · 2014 · 2015 · 2016